# Philiris restricta
Philiris restricta är en fjärilsart som beskrevs av Tite 1963. Philiris restricta ingår i släktet Philiris och familjen juvelvingar. Inga underarter finns listade i Catalogue of Life.